# 西町 (伊勢崎市)
西町（にしまち）は、伊勢崎市の旧町名（通称町名）。おおむね現在の三光町1番～6番、12番、13番にあたる。

## 地理
廃止当時は旧伊勢崎市の中央部に位置していた。北は栄町、東は裏町、南は川岸町（連取元町）、西は川久保町に接していた。

## 歴史

### 沿革
- 1889年（明治22年）4月1日 - 町村制施行に伴い、佐位郡伊勢崎町西町となる。
- 1896年（明治29年） - 郡制施行にともない、佐波郡伊勢崎町西町となる。
- 1940年（昭和15年） - 伊勢崎市成立に伴い、伊勢崎市西町となる。
- 1952年（昭和27年） - 全域が三光町の一部となり消滅。